# Хайнроде (Южный Гарц)
Хайнроде (нем. Hainrode) — община в Германии, в земле Саксония-Анхальт.
Входит в состав района Зангерхаузен. Подчиняется управлению Росла-Зюдхарц. Население составляет 352 человека (на 31 декабря 2006 года). Занимает площадь 7,35 км².